# Pieter Buys

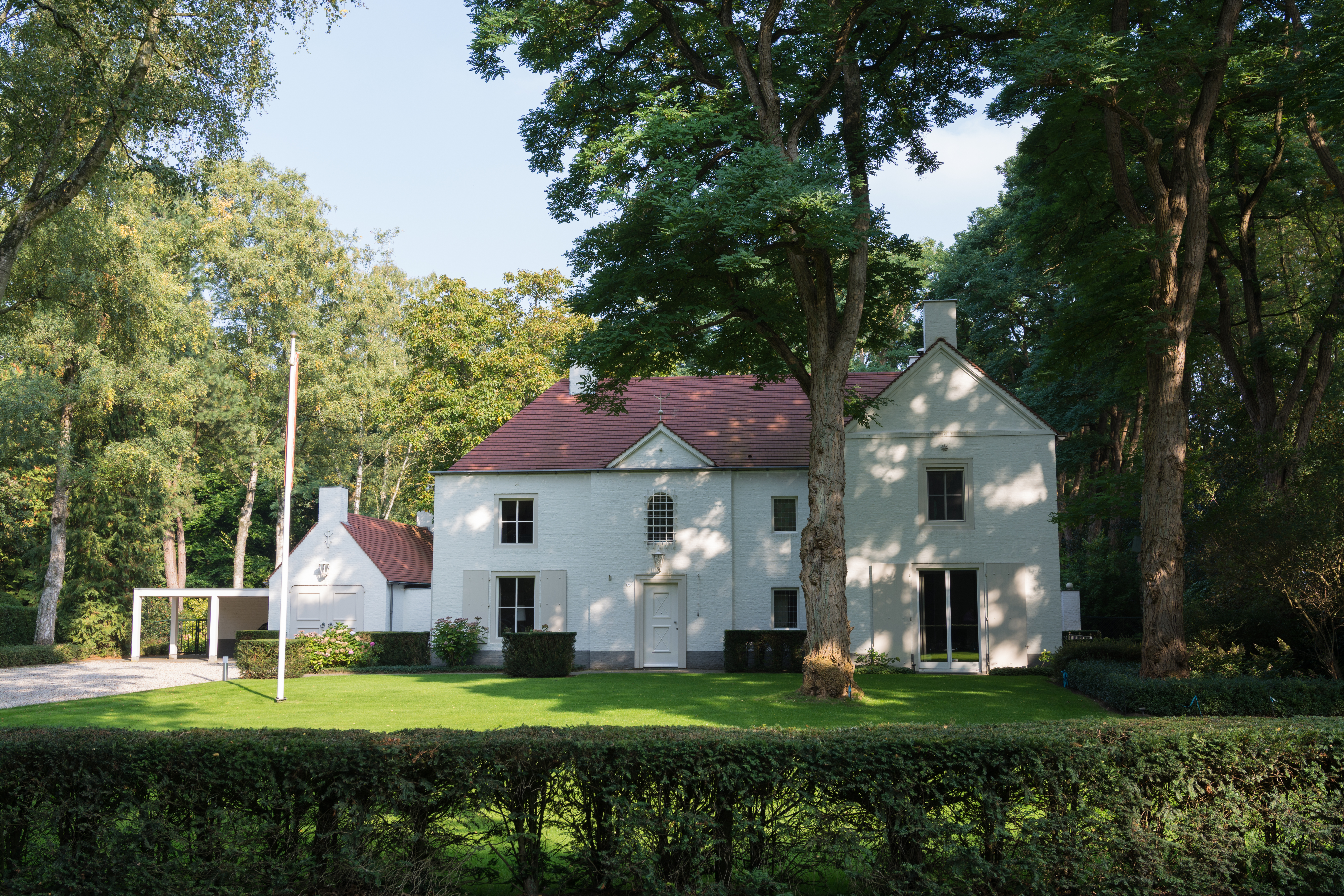
Tuinontwerp van Pieter Buys bij het woonhuis aan de Tilburgseweg 195a, Goirle

Pieter Buys (ook: P.A.M. Buys) (Haarlem, 19 mei 1923 − 1 februari 2018) was een Nederlands tuin- en landschapsarchitect.

## Biografie
Buys begon zijn studies aan de tuinbouwschool in Aalsmeer en de Rijksmiddelbare Tuinbouwschool in Boskoop; op die laatste school deed hij een specialisatie tuinarchitectuur. Ook volgde hij, samen met Evert Cornet en Pieter Blaauboer, privélessen bij Jan Bijhouwer in Wageningen. In 1946 trad hij in dienst bij de Bussumse tuinarchitect Daniël Haspels waar hij twee jaar werkte. Hij was vervolgens in zijn werk sterk beïnvloed door de Deense tuinarchitectuur nadat hij in 1948 enige tijd in Denemarken doorbracht, en vooral veel leerde van Carl Theodor Sørensen (1893-1979). In 1949 begint hij zijn eigen bureau door overname van het bureau van een kweker en tuinarchitect, die naar Canada emigreerde, samen met Jasper Meijers die hij tijdens zijn studies had leren kennen. En in 1950 wonnen ze samen de eerste prijs voor een wedstrijd voor een parkontwerp in Oslo. In 1952 verkreeg hij, na een examen bij de Bond van Nederlandse Tuinarchitecten (BNT), de erkenning van "tuinarchitect". Zijn ontwerp voor de groenaanleg bij de Universiteit van Tilburg werd in 2021 door de Nederlandse Vereniging voor Tuin- en Landschapsarchitectuur (NVTL) verkozen als representant van de jaren '60 van de twintigste eeuw.
Zijn dochter Charlotte Buys is eveneens tuinarchitect.